# 交響曲第3番 (マルティヌー)
交響曲第3番 H.299は、ボフスラフ・マルティヌーが1944年に作曲した交響曲。

## 概要
セルゲイ・クーセヴィツキーのボストン交響楽団での活動20周年を記念して1944年5月2日から6月14日までコネティカット州リッジフィールドにて書かれ、翌1945年10月12日、13日にクーセヴィツキー指揮ボストン交響楽団の演奏により初演された。その後1949年10月13日に、カレル・シェイナ指揮チェコ・フィルハーモニー管弦楽団がチェコ初演を行なった。

## 楽器編成
フルート、ピッコロ、クラリネット、オーボエ、トランペット、トロンボーン、イングリッシュホルン、ピアノ、ハープ、弦五部

## 楽曲構成
第1楽章 Allegro poco moderato
ヴァイオリンによる運命的な動機が提示された後、ファゴットが悲痛な主題を奏でる。この主題はイングリッシュホルンとトランペットに受け渡される。やがてホルンとトランペットによる強奏を経て一旦終止する。休止してからは弦が先程までオーケストラが提示していた主題を奏し、金管が不安な動機を奏でる。なお曲の途中や中間部ではハープとピアノの下降音やファゴットの独奏も散見される。
第2楽章 Largo
複合二部形式。弦の下降音の後、ピョートル・チャイコフスキーの交響曲第5番の主題を奏でるヴァイオリンを背景としてフルートが美しい主題を提示する。その後ヴァイオリンによる下降音の主題の転調が奏され、曲は締めくくられる。
第3楽章 Allegro
トランペットとトロンボーンによる激しい前奏の上でヴァイオリンが主題を提示する。なおコーダではドヴォルザークのレクイエムが顔を覗かせる。